# Osaze De Rosario
Osaze Tafari De Rosario (San Jose, 19 luglio 2001) è un calciatore guyanese, attaccante del Seattle Sounders, del Tacoma Defiance e della nazionale guyanese.

## Biografia
È figlio dell'ex calciatore canadese Dwayne De Rosario ed ha origini guyanesi dal ramo paterno.

## Caratteristiche tecniche
Gioca come centravanti.

## Carriera

### Club
De Rosario ha iniziato a giocare a calcio nel settore giovanile del Toronto FC e nel 2018 ha giocato 3 incontri di League1 Ontario con il Toronto FC III. Fra il 2019 ed il 2020 ha concluso il suo percorso formativo giocando nelle giovanili del New York City.
Nel settembre del 2021 ha firmato un contratto triennale con il Ruch L'viv ed il ed il 24 ottobre seguente ha giocato il suo primo incontro professionistico scendendo in campo contro il Mynaj. Nel febbraio del 2022 ha lasciato il club ed ha firmato un contratto annuale con lo York Utd. Ha debuttato con il nuovo club l'8 aprile in Canadian Championship contro l'HFX Wanderers ed otto giorni più tardi ha segnato il suo primo gol nel pareggio per 1-1 contro l'FC Edmonton. Dopo aver realizzato 12 gol in 27 partite alla sua prima stagione con la compagine canadese, ha prolungato il contratto fino per ulteriori due stagioni.
Il 19 marzo 2024 è stato acquistato dal Tacoma Defiance, il club satellite dei Seattle Sounders militante in MLS Next Pro. Ha debuttato con il nuovo club il 1º aprile nell'incontro di campionato perso 5-2 contro il Ventura County trovando al contempo la sua prima rete. Il 9 maggio 2024 è stato convocato dai Seattle Sounders per la partita di Lamar Hunt U.S. Open Cup contro il Louisville City, nella quale ha fatto il suo esordio assoluto con la prima squadra.

### Nazionale
Ha debuttato con la nazionale guyanese il 21 novembre 2023 giocando il secondo tempo dell'incontro di CONCACAF Nations League vinto 6-0 contro Antigua e Barbuda e trovando subito la via del gol.

## Statistiche

### Presenze e reti nei club
Statistiche aggiornate al 2 giugno 2025.
| Stagione                | Squadra                 | Campionato              | Campionato | Campionato | Coppe nazionali | Coppe nazionali | Coppe nazionali | Coppe continentali | Coppe continentali | Coppe continentali | Altre coppe | Altre coppe | Altre coppe | Totale | Totale | Totale |
| Stagione                | Squadra                 | Comp                    | Pres       | Reti       | Comp            | Pres            | Reti            | Comp               | Pres               | Reti               | Comp        | Pres        | Reti        | Pres   | Reti   |        |
| ----------------------- | ----------------------- | ----------------------- | ---------- | ---------- | --------------- | --------------- | --------------- | ------------------ | ------------------ | ------------------ | ----------- | ----------- | ----------- | ------ | ------ | ------ |
| 2021-apr. 2022          | Ruch L'viv              | PL                      | 2          | 0          | CU              | 0               | 0               | -                  | -                  | -                  | -           | -           | -           | 2      | 0      |        |
| apr.-nov. 2022          | York Utd                | CPL                     | 27         | 12         | CC              | 3               | 1               | -                  | -                  | -                  | -           | -           | -           | 30     | 13     |        |
| 2023                    | York Utd                | CPL                     | 25         | 6          | CC              | 2               | 0               | -                  | -                  | -                  | -           | -           | -           | 27     | 6      |        |
| Totale York United      | Totale York United      | Totale York United      | 52         | 18         |                 | 5               | 1               |                    | -                  | -                  |             | -           | -           | 57     | 19     |        |
| 2024                    | Tacoma Defiance         | MNP                     | 22+1       | 6+0        | -               | -               | -               | -                  | -                  | -                  | -           | -           | -           | 23     | 6      |        |
| 2025                    | Tacoma Defiance         | MNP                     | 7          | 8          | USOC            | 3               | 2               | -                  | -                  | -                  | -           | -           | -           | 10     | 10     |        |
| Totale Tacoma Defiance  | Totale Tacoma Defiance  | Totale Tacoma Defiance  | 29+1       | 14         |                 | 3               | 2               |                    | -                  | -                  |             | -           | -           | 33     | 16     |        |
| 2024                    | Seattle Sounders        | MLS                     | 0          | 0          | USOC            | 1               | 0               | -                  | -                  | -                  | -           | -           | -           | 1      | 0      |        |
| 2025                    | Seattle Sounders        | MLS                     | 5          | 0          | -               | -               | -               | CCC                | -                  | -                  | Cmc         | -           | -           | 5      | 0      |        |
| Totale Seattle Sounders | Totale Seattle Sounders | Totale Seattle Sounders | 5          | 0          |                 | 1               | 0               |                    | -                  | -                  |             | -           | -           | 6      | 0      |        |
| Totale carriera         | Totale carriera         | Totale carriera         | 89         | 32         |                 | 9               | 3               |                    | -                  | -                  |             | -           | -           | 98     | 35     |        |

### Cronologia presenze e reti in nazionale
| Cronologia completa delle presenze e delle reti in nazionale ― Guyana | Cronologia completa delle presenze e delle reti in nazionale ― Guyana | Cronologia completa delle presenze e delle reti in nazionale ― Guyana | Cronologia completa delle presenze e delle reti in nazionale ― Guyana | Cronologia completa delle presenze e delle reti in nazionale ― Guyana | Cronologia completa delle presenze e delle reti in nazionale ― Guyana | Cronologia completa delle presenze e delle reti in nazionale ― Guyana | Cronologia completa delle presenze e delle reti in nazionale ― Guyana |
| Data                                                                  | Città                                                                 | In casa                                                               | Risultato                                                             | Ospiti                                                                | Competizione                                                          | Reti                                                                  | Note                                                                  |
| --------------------------------------------------------------------- | --------------------------------------------------------------------- | --------------------------------------------------------------------- | --------------------------------------------------------------------- | --------------------------------------------------------------------- | --------------------------------------------------------------------- | --------------------------------------------------------------------- | --------------------------------------------------------------------- |
| 21-11-2023                                                            | Santo Domingo                                                         | Guyana                                                                | 6 – 0                                                                 | Antigua e Barbuda                                                     | CONCACAF Nations League 2023-2024 - 1º turno                          | 1                                                                     | 46’                                                                   |
| 11-6-2024                                                             | Bridgetown                                                            | Guyana                                                                | 3 – 1                                                                 | Belgio                                                                | Qual. Mondiali 2026                                                   | -                                                                     | 72’                                                                   |
| 5-9-2024                                                              | Leonora                                                               | Guyana                                                                | 1 – 3                                                                 | Suriname                                                              | CONCACAF Nations League 2024-2025 - 1º turno                          | -                                                                     | 46’                                                                   |
| 9-9-2024                                                              | Fort de France                                                        | Martinica                                                             | 2 – 2                                                                 | Guyana                                                                | CONCACAF Nations League 2024-2025 - 1º turno                          | -                                                                     | 46’                                                                   |
| 6-6-2025                                                              | Managua                                                               | Nicaragua                                                             | 1 – 0                                                                 | Guyana                                                                | Qual. Mondiali 2026                                                   | -                                                                     | 74’                                                                   |
| 10-6-2025                                                             | Leonora                                                               | Guyana                                                                | 3 – 0                                                                 | Montserrat                                                            | Qual. Mondiali 2026                                                   | 1                                                                     | 64’                                                                   |
| Totale                                                                |                                                                       | Presenze                                                              | 6                                                                     |                                                                       | Reti                                                                  | 2                                                                     |                                                                       |